# Casa la Bessona
La Casa la Bessona és una edificació de Prat de Comte (Terra Alta) inclosa a l'Inventari del Patrimoni Arquitectònic de Catalunya.

## Descripció
Habitatge entre mitgeres, amb una estreta crugia, construït el segle xviii o XIV sobre estructures medievals. Està format per tres plantes i golfes.
La porta d'entrada, d'arc de mig punt adovellat, és la original. Als pisos superiors s'obren balcons i la golfa presenta una obertura planada petita.
Ràfec mínimament motllurat amb recollidor d'aigua de teula àrab, com a la seva coberta.
La façana estava arrebossada i emblanquinada, molt deteriorada, però actualment s'ha rehabilitat i es mostren els carreus i paredat de pedra.